# Microcharon coineanae
Microcharon coineanae is een pissebed uit de familie Lepidocharontidae. De wetenschappelijke naam van de soort is voor het eerst geldig gepubliceerd in 1970 door Galhano.